# Lotus Eater
Lotus Eater fue una banda escocesa de metal progresivo de Glasgow. Al tocar un estilo que pone un gran énfasis en el ritmo y la afinación, han sido citados por publicaciones como NME y Metal Hammer como ayudando a liderar la nueva ola de música pesada en Gran Bretaña junto a grupos como Loathe y Holding Absence.

## Historia
El 17 de febrero de 2015, abrieron para Incite en su espectáculo principal de Glasgow. El 22 de enero de 2016, lanzaron su sencillo "Novaturient", que fue acompañado de un video musical. On 27 May 2016, they released their debut EP Love // Loss. El 27 de mayo de 2016, lanzaron su primer EP Love // Loss. Del 24 de junio al 11 de agosto, realizaron una gira por el Reino Unido en apoyo del EP.
La entrada de Jamie McLees en la banda a finales de 2016 provocó un cambio musical distintivo hacia un sonido mucho más oscuro y pesado. En parte debido a esto, As Daylight Fades cambió su nombre y cambió su nombre a Lotus Eater. El 26 de febrero de 2017, lanzaron el sencillo "Dead to Me". El 24 de marzo de 2017, lanzaron su EP debut homónimo. En julio de 2018, firmaron con Hopeless Records, lo que los convierte en la primera banda del Reino Unido en firmar con el sello. El anuncio fue acompañado por el lanzamiento del sencillo "Break It" y su video musical. El 19 de julio de 2018, lanzaron los sencillos "Branded" y "Crooked". El 31 de octubre de 2018, abrieron para Neck Deep en su espectáculo principal de Halloween, con entradas agotadas, en Manchester junto con Parting Gift y Strains.. En marzo de 2019, abrieron para Blood Youth en su gira por el Reino Unido, junto con Palm Reader. La banda abrió para Make Them Suffer en su gira por el Reino Unido de mayo de 2019. Del 2 al 9 de junio de 2019, realizaron una gira por el Reino Unido junto con Modern Error.
El 10 de agosto de 2019, actuaron en Bloodstock Festival. Del 7 al 17 de octubre de 2019, abrieron para Issues en su gira europea de titulares. El 29 de octubre de 2019, lanzaron el sencillo "Freaks" con el rapero Freddie Sunshine. En agosto de 2020, el guitarrista fundador Alan Ross dejó la banda después de su show en Bloodstock. Mientras tanto, Jack Dutton (Ex Parting Gift) se unió a la banda como reemplazo. El 20 de noviembre de 2019, lanzaron el sencillo "Second to None". La banda apareció en la canción de 24 minutos de Bring Me the Horizon "Underground Big {HEADFULOFHYENA}", como parte de su EP Music to Listen To..., que se lanzó el 27 de diciembre de 2019.
El 26 de marzo de 2021, lanzaron un video musical para el sencillo "Vermin", que fue acompañado por el anuncio de una nueva formación. En esta formación, Humphrey fue el único miembro que quedó, Collins se convirtió en el vocalista de la banda y Cooper en el guitarrista. El 24 de junio de 2021, lanzaron el sencillo "Obliterate", que presenta al vocalista de Bring Me the Horizon, Oliver Sykes, y anunciaron que su primer álbum, Where the Body Goes, se lanzaría el 23 de julio.
El 9 de julio de 2021, dos semanas antes del lanzamiento de su primer álbum, Lotus Eater anunció que se iban a disolver, luego de que tres mujeres acusaran a Collins de abuso sexual y físico en las redes sociales. Collins respondió describiendo las acusaciones como falsas y difamatorias, y declarando que tenía la intención de emprender acciones legales. Después de separarse, la banda retiró el lanzamiento del álbum con Humphrey afirmando que "nunca verá la luz del día".

## Miembros
Última alineación
- Paul Collins – voces (2020-2021)
- Aidan Cooper – guitarra principal y bajo (2020-2021)
- Cameron Humphrey – batería, percusión (2016-2021)